# Ambiguous
「ambiguous」（アンビギュアス）は、GARNiDELiAの楽曲で、デビューシングル。2014年3月5日にDefSTAR Recordsから発売された。

## 概要
表題曲は、テレビアニメ『キルラキル』オープニングテーマとして起用された。初回生産限定盤のDVDには、表題曲のMusic Videoが収録されている。メジャーデビュ後メンバー以外が作詞した楽曲は本曲のみである（2018年現在）。

## 収録曲
通常盤・初回生産限定盤
- (作詞：1､meg rock　2･3､MARiA 作曲・編曲：toku)

1. ambiguous  [4:31]
2. Gravity[3:54]
3. ORiGiNAL[4:38]
4. ambiguous-Instrumental[4:30]

DVD (初回生産限定盤のみ)
1. 「ambiguous」Music Video

期間生産限定盤(アニメ盤）
1. ambiguous
2. Gravity
3. ORiGiNA
4. ambiguous-Instrumental
5. ambiguous(TV size)

DVD
1. “KILL la KILL” non-credit OPENING MOVIE

## カバー
ambiguous
- 早坂美玲（朝井彩加） - 2022年9月28日発売のアルバム『THE IDOLM@STER CINDERELLA MASTER Cute jewelries! 004』に収録。